# Estación Vilela
La Estación Vilela perteneciente al Ferrocarril General Roca, está ubicada en el partido de Las Flores, provincia de Buenos Aires y su recorrido es Plaza Constitución - Bahía Blanca, a 157 kilómetros al sudoeste de la estación Constitución.

## Servicios
Por sus vías corren trenes de carga de la empresa Ferrosur Roca.

## Historia
La estación fue inaugurada en 21 de abril de 1892 por la compañía Ferrocarril del Sud, como parte de la apertura al público de la sección Cañuelas - Las Flores.